# Nemophila phacelioides
Nemophila phacelioides är en strävbladig växtart som beskrevs av Benjamin Smith Barton. Nemophila phacelioides ingår i släktet kärleksblomstersläktet, och familjen strävbladiga växter. Inga underarter finns listade i Catalogue of Life.